# Sociedade de Instrução e Beneficência A Voz do Operário
A Sociedade de Instrução e Beneficência A Voz do Operário OC • MHL • MHM • GOIP é uma associação cultural e de beneficência portuguesa.

## História
A sua fundação remonta ao último quartel do século XIX, momento em que o movimento operário se encontrava em ascensão no país, período marcado pela luta contra a monarquia, em que republicanos e socialistas obtêm o apoio significativo das classes trabalhadoras urbanas.
À época, no país, a indústria tabaqueira era a que maior volume de negócios gerava, conforme o historiador Armando de Castro. Quase vinte fábricas empregavam cerca de cinco mil operários, em sua grande maioria tarefeiros e jornaleiros. Entretanto, o aumento de investidores e de produção não correspondeu ao aumento do consumo, o que conduziu, em 1879, a uma séria crise no setor, acarretando despedimentos e agravando as já difíceis condições do operariado no setor. Sucede-se um período de manifestações públicas e de greves, cobertas pelos jornais à época, quase sempre na perspectiva dos patrões.
De acordo com a tradição, Custódio Gomes, operário tabaqueiro de Lisboa, indignado com a recusa de publicação duma notícia sobre as condições de vida dos operários tabaqueiros, terá afirmado que "soubesse eu escrever que não estava com demoras. Já há muito que tínhamos um jornal. Bem ou mal, o que lá se disser é o que é verdade. Amanhã reúne a nossa Associação, e hei-de propor que se publique um periódico, que nos defenda a todos, e mesmo aos companheiros de outras classes". A proposta foi feita e aceite, nascendo assim "A Voz do Operário", a 11 de outubro de 1879, pelas mãos de um outro operário tabaqueiro, Custódio Braz Pacheco.
As necessidades de manutenção do periódico levaram a que os operários procurassem formas financiá-lo, o que conduz à fundação, a 13 de fevereiro de 1883, da "Sociedade Cooperativa A Voz do Operário" em cujos estatutos se estabelecia ser objeto da Sociedade "sustentar a publicação do periódico 'A Voz do Operário', órgão dos manipuladores de tabaco, desligado de qualquer partido ou grupo político", "estudar o modo de resolver o grandioso problema do trabalho, procurando por todos os meios legais melhorar as condições deste, debaixo dos pontos de vista económico, moral e higiénico", "estabelecer escolas, gabinete de leitura, caixa económica e tudo quanto, em harmonia com a índole das sociedades desta natureza, e com as circunstâncias do cofre, possa concorrer para a instrução e bem estar da classe trabalhadora em geral e dos sócios em particular". Para esse fim, os 316 sócios à época comprometiam-se a arcar com uma quota semanal de vinte réis.
Por solicitação dos associados, em julho de 1883 a atividade da Sociedade foi alargada à assistência funerária, correspondendo a uma necessidade da classe que se via confrontada com o exorbitante preço dos funerais.
| “ | Um jornal e uma carreta funerária, assim começa 'A Voz do Operário' | ” |

Em julho de 1887 o periódico mudou-se do Beco do Froes para a Calçada de São Vicente. À época contava com 1.114 sócios, sendo que nem todos eram operários tabaqueiros, o que obrigou a uma revisão dos estatutos em 1889, que viriam a ser aprovados pelas autoridades no ano seguinte (1890), convertendo-se a "Sociedade Cooperativa" em "Sociedade de Instrução e Beneficência 'A Voz do Operário'".
Em 1891 foi designada a primeira Comissão Escolar, que preparou o arranque da primeira escola, em outubro daquele mesmo ano, num novo edifício também à Calçada de São Vicente. A Sociedade, entretanto, continuava a desenvolver-se e, em 1906, foi feita ao Governo a proposta de cedência de uma parcela de terreno da designada "Cerca da Mónicas" para a construção de um edifício de raiz, onde pudessem ser instaladas as escolas e os serviços de "A Voz do Operário". Foi João Franco, chefe de um Governo contestado e considerado ditatorial que, por decreto de 29 de maio de 1907, concedeu o espaço pleiteado.
Em outubro de 1912, com a presença do então Presidente da República, Manuel de Arriaga, foi lançada a primeira pedra da atual sede, na rua Voz do Operário, à Graça, em Lisboa. As obras ficaram concluídas em 1932, momento em que o número de associados ascendia a cerca de 70 mil sócios e a escola constituía-se no mais importante núcleo de instrução primária da capital, com escolas a funcionarem também na periferia. Em 1938 as escolas de "A Voz do Operário" eram frequentadas por 4.200 alunos, na sua grande maioria filhos de operários.
Durante a Primeira República Portuguesa, "A Voz do Operário" conheceu grande desenvolvimento. A vertente educacional passou a ocupar lugar de destaque entre as suas atividades, enquanto prosseguia a publicação do jornal e a ação mutualista. Esta última estendia-se agora ao apoio aos mais desfavorecidos, nomeadamente no fornecimento de refeições. Na sede inaugurava-se um balneário público para servir a população da zona e incrementavam-se os cursos de formação profissional, em particular, para as filhas dos trabalhadores, com os cursos de costura a registarem elevada frequência. Mantinha-se a assistência funerária e inaugurava-se a biblioteca. Foi o período áureo da Sociedade que contava à época com inúmeros beneméritos entre os seus associados e via o seu património aumentar fruto de muitos legados, quer imóveis quer móveis.
A 20 de novembro de 1925, foi agraciada com o grau de Oficial da Ordem Militar de Nosso Senhor Jesus Cristo e a 22 de outubro de 1930 com o grau de Grande-Oficial da Ordem da Instrução Pública.
Foi precisamente a vertente educacional, assim como a ligação à Instituição de eminentes figuras da cultura portuguesa que lhe permitiram sobreviver durante a ditadura do Estado Novo Português. Neste período a sociedade conheceu grandes dificuldades com a censura ao periódico classista, o cerceamento às atividades culturais e a própria educação a ser sujeita às imposições do Estado Novo, esforçando-se mesmo assim por contribuir para a formação integral dos seus alunos.
As dificuldades só foram superadas com a Revolução dos Cravos (25 de abril de 1974), quando a instituição retoma os seus ideais e o seu método pegadógico, o do Movimento Escola Moderna, impõs-se no panorama do ensino nacional. A cultura voltou a preencher os espaços da sede, através de espetáculos musicais, cinema, teatro, exposições de artes plásticas e mostras de dança. Paralelamente incrementou-se a prática desportiva e alargou-se a ação social aos idosos, com a inauguração de um centro de convívio e, mais tarde, o apoio domiciliário a idosos e acamados. Foram inauguradas a creche e os jardins-de-infância como forma de apoio às famílias, e estendeu-se o ensino do 1.º ao 3.º ciclos. Manteve-se a publicação regular - agora mensal - do jornal, e foram repostos os livros anteriormente proibidos (e apreendidos pela polícia política) nas estantes da biblioteca. Criou-se a Galeria João Hogan e, em 1987, a Marcha Infantil de "A Voz do Operário".
A 3 de agosto de 1983, foi agraciada com o grau de Membro-Honorário da Ordem do Mérito.
Em nossos dias a Sociedade mantém em funcionamento o balneário público e um posto médico, criado ainda antes da Revolução dos Cravos, servindo não apenas os seus atuais cerca de 7.000 sócios, como a população da zona da cidade de Lisboa em que está inserida. Ao todo, frequentam as duas escolas de "A Voz do Operário", na Graça (sede) e na Ajuda, quase 500 crianças e jovens, desde a creche ao 6.º ano de escolaridade.
A 18 de abril de 2019, foi agraciada com o grau de Membro-Honorário da Ordem da Liberdade.